# The Mouse and the Mask
The Mouse and the Mask (с англ. — «Мышь и маска») — альбом хип-хоп исполнителей MF Doom и Danger Mouse в рамках супергруппы Danger Doom, выпущенный в Европе 10 октября 2009 года на лейбле Дума Metalface Records и 11 октября того же года на независимом панк лейбле Epitaph Records в США, а также альбом вышел в Великобритании 17 октября с изменённой обложкой.

## Концепция
Весь альбом Думилье читает реп на битах, написанных Брайном. В альбоме были засэмплированы мультфильмы с Adult Swim. В песне El Chupa Nibre Дум оскорбляет своего бывшего товарища MF Grimm, с которым ранее Думилье записал два совместных альбома . Ответ на оскорбление Гримм дал в своём тройном альбоме American Hunger в завершающей песне The Book of Daniel, в котором он обвиняет Даниэля в «продажности».

## Критический приём
Альбом получил 81 балл из 100 на Metacritic. Американский журнал Spin поставил The Mouse and the Mask на 25 место в списке «40 лучших альбомов 2005 года», отметив, что «вместе эти два чувака более оживлены, чем персонажи мультфильмов, которые появляются на этом диске». Magnet сказал, что «глубоко погрузившись в богатую историю хип-хопа, они создали запись, которая вызывает в памяти классику, не звучащую намеренно в стиле ретро».Entertainment Weekly поставили альбому оценку A−

## Трек лист
Слова и музыка всех песен — Все биты в альбоме написал Danger Mouse, все тексты написаны MF Doom.
| №                   | Название            | Длительность |
| ------------------- | ------------------- | ------------ |
| 1.                  | «El Chupa Nibre»    | 2:40         |
| 2.                  | «Sofa King»         | 2:57         |
| 3.                  | «The Mask»          | 3:12         |
| 4.                  | «Perfect Hai»       | 2:03         |
| 5.                  | «Benzie Box»        | 3:00         |
| 6.                  | «Old School»        | 2:40         |
| 7.                  | «A.T.H.F.»          | 3:03         |
| 8.                  | «Basket Case»       | 2:35         |
| 9.                  | «No Names»          | 3:07         |
| 10.                 | «Crosshairs»        | 2:27         |
| 11.                 | «Mince Meat»        | 2:33         |
| 12.                 | «Vats of Urine»     | 1:48         |
| 13.                 | «Space Ho's»        | 3:29         |
| 14.                 | «Bada Bing»         | 4:35         |
| Общая длительность: | Общая длительность: | 39:51        |